# Edwardzetes elongatus
Edwardzetes elongatus är en kvalsterart som beskrevs av Wallwork 1966. Edwardzetes elongatus ingår i släktet Edwardzetes och familjen Ceratozetidae. Inga underarter finns listade i Catalogue of Life.